# HotLog
HotLog (http://hotlog.ru) — система интернет-статистики компании «Инфо-Старз», запущенная 10 октября 2001 г.
Система предоставляла сервис расчёта статистики посещаемости сайта на основе данных, полученных от установленного на сайте специального счётчика посещений. Имелись инструменты для веб-аналитики — рассчитывались конверсии достижения цели, количественные данные дополнялись качественной оценкой трафика — показателем отказов, глубиной просмотра, процентом выходов и пр.
По количеству обрабатываемых запросов к счётчику HotLog входил в пятёрку ведущих систем интернет-статистики Рунета.
Сервис HotLog прекратил свою работу с 14 ноября 2022 г.